# Ray Wertis
Raymond A. "Ray" Wertis (Queens, Nueva York, 30 de julio de 1923-Broward, Florida, 19 de enero de 2006) fue un jugador de baloncesto estadounidense que disputó dos temporadas en la BAA y una más en la liga menor NYSBL. Con 1,80 metros de estatura, jugaba en la posición de base.

## Trayectoria deportiva

### Universidad
Jugó durante su etapa universitaria con los Red Storm de la Universidad de St. John's, siendo uno de los primeros cinco jugadores de dicha institución en llegar a jugar en la BAA o la NBA. Fue el capitán del equipo en 1946.

### Profesional
En 1946 fichó por los Toronto Huskies, con los que disputó el primer partido de la historia de la competición ante los New York Knicks, en el que anotó 6 puntos. Jugó 17 partidos más con el equipo canadiense, hasta que en el mes de diciembre fue traspasado junto con Ed Sadowski a los Cleveland Rebels a cambio de Leo Mogus y Dick Schulz. En su nuevo equipo acabó la temporada promediando 2,7 puntos por partido.
Al año siguiente la franquicia desapareció, produciéndose un draft de dispersión, en el que fue elegido por los Providence Steamrollers, con los que únicamente llegó a disputar siete partidos, en los que promedió 4,6 puntos. Antes de retirarse, jugó una temporada en los Saratoga Indians de la liga menor NYSBL.

#### Estadísticas en la BAA

##### Temporada regular
| Temporada | Edad | Equipo                  | Liga | P  | TIT | MIN | TC  | TCA  | %TC  | 3P | 3PA | %3P | TL  | TLA | %TL  | R.OF. | R.DEF. | REB | ASIS | ROB | TAP | PER | FP  | PTS |
| 1946-47   | 25   | TOTAL                   | BAA  | 61 |     |     | 1.3 | 6.0  | .216 |    |     |     | 0.9 | 1.5 | .615 |       |        |     | 0.6  |     |     |     | 1.3 | 3.5 |
| 1946-47   | 25   | Toronto Huskies         | BAA  | 18 |     |     | 2.1 | 9.5  | .222 |    |     |     | 1.3 | 2.1 | .622 |       |        |     | 1.0  |     |     |     | 1.6 | 5.5 |
| 1946-47   | 25   | Cleveland Rebels        | BAA  | 43 |     |     | 1.0 | 4.5  | .210 |    |     |     | 0.8 | 1.3 | .611 |       |        |     | 0.5  |     |     |     | 1.2 | 2.7 |
| 1947-48   | 26   | Providence Steamrollers | BAA  | 7  |     |     | 1.9 | 10.3 | .181 |    |     |     | 0.9 | 2.0 | .429 |       |        |     | 0.9  |     |     |     | 1.9 | 4.6 |
| Total     |      |                         | BAA  | 68 |     |     | 1.4 | 6.4  | .210 |    |     |     | 0.9 | 1.5 | .590 |       |        |     | 0.7  |     |     |     | 1.4 | 3.6 |

##### Playoffs
| Temporada | Edad | Equipo           | Liga | P | TIT | MIN | TC  | TCA | %TC  | 3P | 3PA | %3P | TL  | TLA | %TL  | R.OF. | R.DEF. | REB | ASIS | ROB | TAP | PER | FP  | PTS |
| 1946-47   | 25   | Cleveland Rebels | BAA  | 3 |     |     | 2.0 | 8.7 | .231 |    |     |     | 1.3 | 1.7 | .800 |       |        |     | 2.0  |     |     |     | 2.0 | 5.3 |
| Total     |      |                  | BAA  | 3 |     |     | 2.0 | 8.7 | .231 |    |     |     | 1.3 | 1.7 | .800 |       |        |     | 2.0  |     |     |     | 2.0 | 5.3 |